# شهرستان فاکو
شهرستان فاکو (به لاتین: Faku County) یک منطقهٔ مسکونی در چین است که در شن‌یانگ واقع شده‌است. شهرستان فاکو ۲٬۲۸۵ کیلومتر مربع مساحت و ۳۹۹٬۵۸۷ نفر جمعیت دارد.